# 前维生素D3
维生素D3原（又稱：前維生素D3）是胆钙化醇（维生素D3）合成的中间产物，由皮肤表皮中的7-脱氢胆固醇在紫外线（主要是295nm - 300nm 的UV-B）照射下开环生成。